# Craquelado

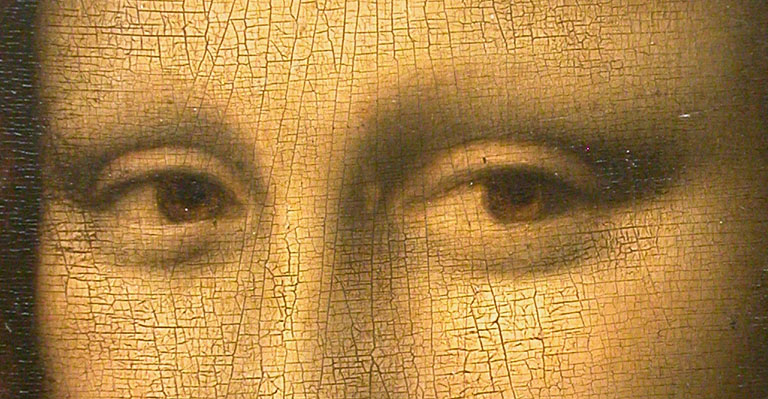
Craquelado en la Mona Lisa.

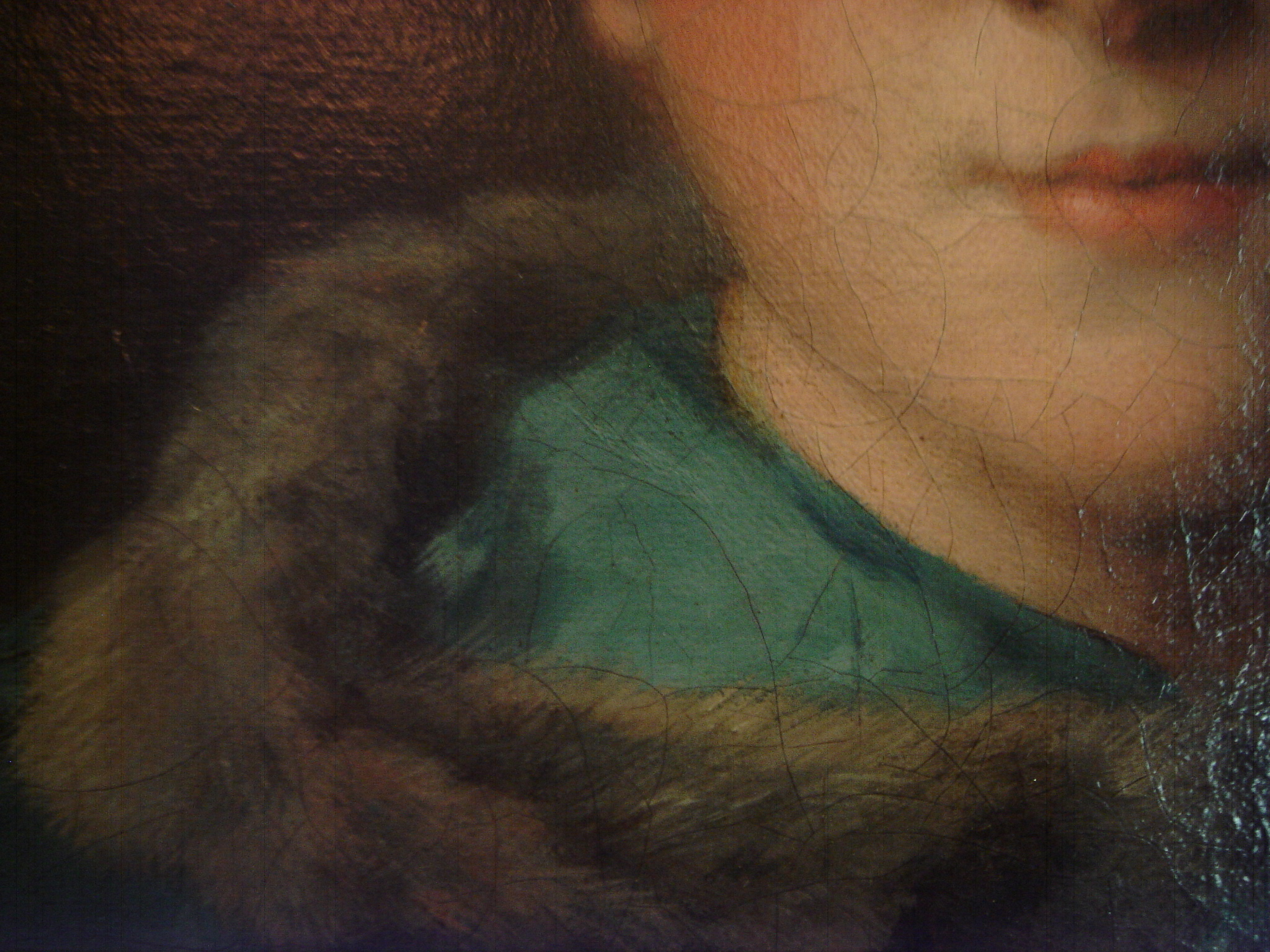
Craquelado típico francés en un retrato de la c. 1750, los patrones más grandes y menos regulares, con grietas curvas

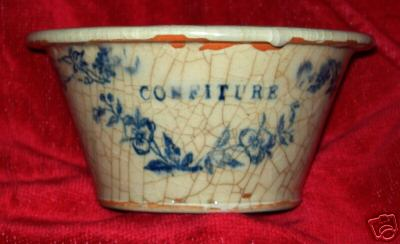
Craquelado en cerámica

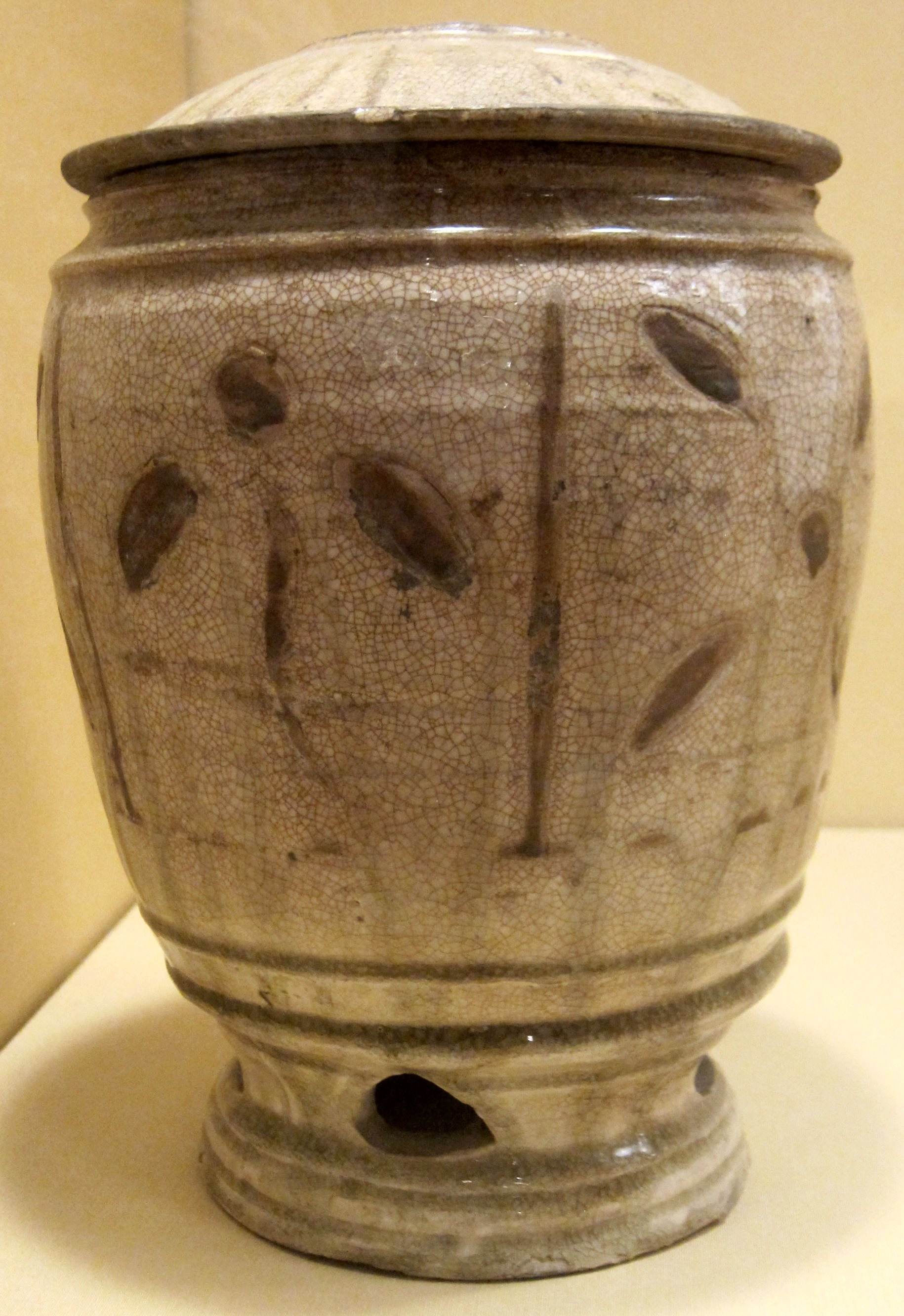
Thanh Hoa, del al, de porcelana con esmalte craquelado deliberada.

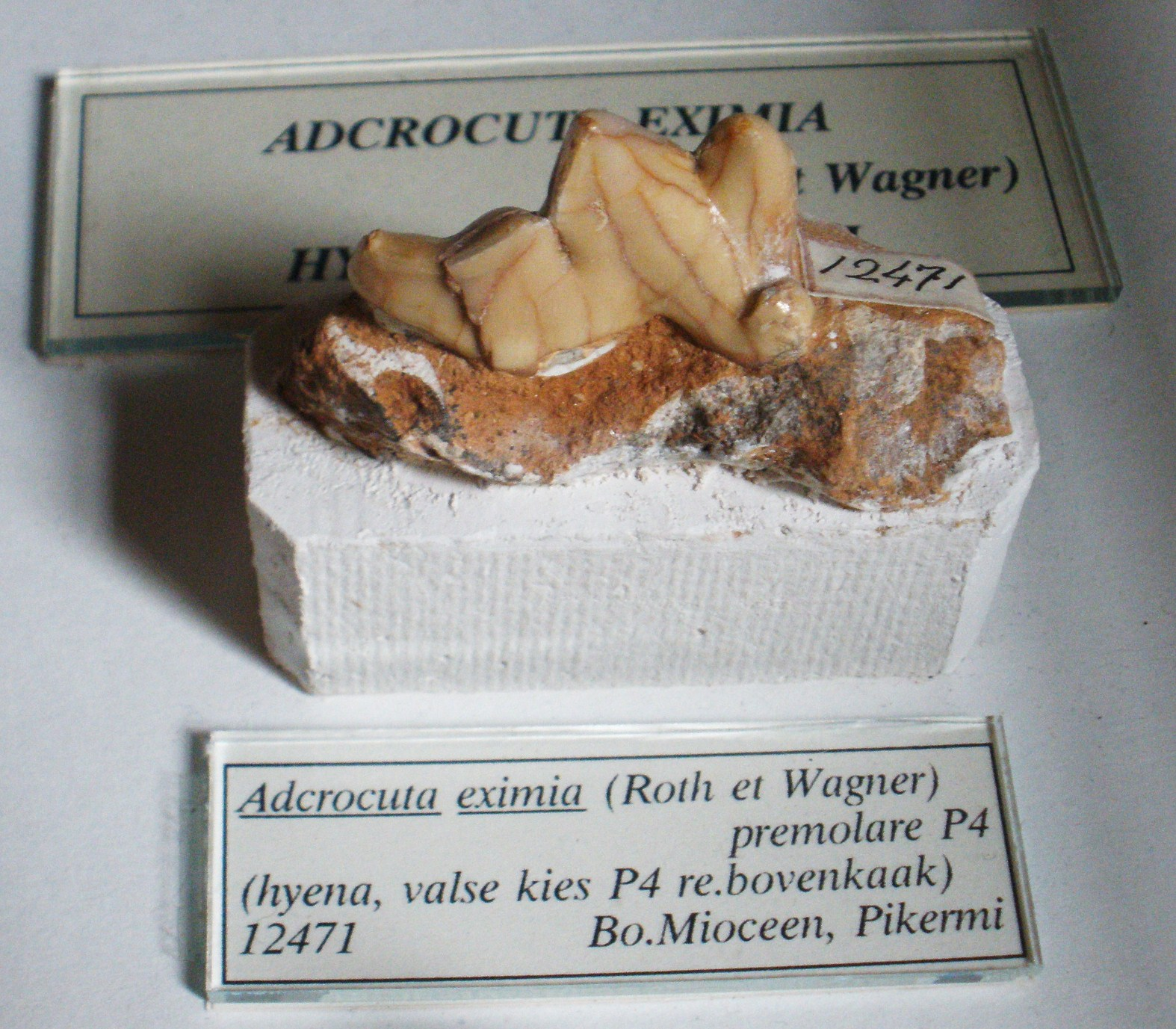
Grietas en los dientes fosilizados de una hiena

El craquelado es un fenómeno de deterioro común en pinturas antiguas. Consiste en la aparición de grietas, que en los casos más graves llegan a fragmentar la capa de pintura y desembocar en su desprendimiento. Este signo de envejecimiento se suele imitar en muebles y pinturas para darles apariencia antigua.

## Características
Dentro de los acabados es uno de los más comunes, prácticos y fáciles de realizar. Se reproducen las finas grietas que se forman a menudo en la superficie de viejas pinturas al óleo, lozas antiguas y muebles ajados por el paso del tiempo. 
El craquelado se produce naturalmente por la contracción gradual y dispareja de las distintas capas de pintura. Colocando una capa de base sintética (secado lento) y otra encima de pintura de base acuosa (secado rápido) obtendremos este efecto. La pintura sintética seca lentamente generando tensiones superficiales durante un lapso de tiempo mayor; por esto, la capa de pintura superior, que es acrílica y secó rápidamente, se resquebraja siguiendo los movimientos de las tensiones de la pintura de base.
Para avejentar una superficie podemos recurrir a un preparado de tipo casero o a los productos elaborados especialmente para lograr este efecto: 'craquepadores'. El resultado óptimo de éstos depende de que sigamos al pie de la letra las especificaciones de cada fabricante. Son, en algunos casos, productos muy sensibles al calor y a las corrientes de aire, los cuales modifican el tamaño de las grietas.

## Craqueladores de un componente
Se aplican en general entre dos colores contrastantes, por ejemplo:
1. Base acrílico color natural / secar.
2. Aplicación de barniz craquelador tratando de no superponer material.
3. Aplicación de acrílico oscuro con pincel o con esponja y dejar secar. Se puede acelerar el proceso de secado por medios mecánicos con calor tibio sobre el trabajo a una distancia de no menos de 25 cm

En forma casera, el craquelador de un componente puede reemplazarse por el efecto que produce una capa generosa de cola vinílica. En ambos casos, la dirección de las pinceladas son aplicadas en la capa intermedia serán las que definirán el sentido de las grietas.

## Craqueladores de dos componentes
Estos craqueladores son aptos para craquelar bases, pinturas y láminas porque son traslúcidas. Por ejemplo:
1. Se utilizan los dos primeros componentes anteriores.

Un método casero para realizar este tipo de craquelado sin usar productos dañinos: 
1. una mano de goma laca / secar;
2. una capa de cola vinílica / secar;
3. una mano de goma arábiga.

## Terminación
En el caso de utilizar colores contrastantes para craquelar, el efecto queda evidente sin la aplicación de otros elementos para destacarlo.
Sobre un decoupage, la trama de las grietas puede unir estéticamente el conjunto de elementos recortados, más aún destacadas por una pátina al óleo, al agua o betún de judea. En cualquier caso, una vez que el craquelado ha terminado es conveniente dejarlo reposar durante una hora antes de esta aplicación. Cuanto más grueso sea el barniz de base, más anchas serán las grietas. Con una base fina de barniz, lograremos grietas finas.

## Contexto: el Decapé
Cuando hablamos de 'técnica decapé' nos referimos a un sistema francés de decoración que tuvo sus orígenes en la época de Luis XV.
El decapé consiste en pintar los muebles de blanco, pastel, gris… creando una veladura para suavizar e iluminar el aspecto del mueble. Las piezas decapé armonizan perfectamente con las paredes pintadas en gris pálido, azul celeste, color fucsia, verde manzana… 
Los decoradores franceses, para cambiar la ornamentación de los palacios sin hacer grandes dispendios, decapaban sobre todo muebles pequeños y de asiento y luego los pintaban, de ahí la denominación de 'decapé'. 

## Técnica decapé: materiales y elaboración
- Lijas de madera;
- pintura plástica mate blanca; gris cualquier color suave;
- látex;
- pinceles y brochas;
- cera de ebanista nogal;
- pintura al óleo color teja.

Procederemos a abrir el poro de la madera, lijando en el sentido de la veta. Mezcla a partes iguales pintura, látex y agua. Con el pincel, extiende muy poca cantidad de veladura. Acto seguido, rasca algunas zonas con un trozo de lija de forma que las rayadas descubran el color de fondo. Cuando la veladura esté casi seca, dale otra mano. Las pasadas tienen que ser rápidas y con el pincel casi seco. Rompe la uniformidad del color con una pizca de pintura al óleo. Peina el mueble con un pincel casi seco. Vuelve a pasar la lija por algunas zonas (raspado) insiste en los canto. Enceras, dejas secar y frotas para darle brillo.
- Datos: Q1329067
- Multimedia: Craquelure / Q1329067